# Plötzlich Star
Plötzlich Star  (Originaltitel: Monte Carlo) ist eine US-amerikanische Liebeskomödie des Regisseurs Thomas Bezucha, die am 1. Juli 2011 in den Vereinigten Staaten und am 4. August 2011 in Deutschland startete. Der Film basiert auf dem Roman Eine Ganovin kommt selten allein (Originaltitel: Headhunters) von Jules Bass.

## Handlung
Die drei jungen Frauen Grace, deren Stiefschwester Meg und Graces beste Freundin Emma wollen nach Paris fliegen. Für diese Reise hat Grace schon lange gespart. Leider endet die Reise in einem Desaster, denn ihr Hotel stellt sich als heruntergekommene Absteige heraus und der Sightseeingbus, der sie an allen Sehenswürdigkeiten im Schnelltempo vorbeijagt, wartet nicht auf die drei, sondern fährt nach einer Besteigung des Eiffelturms ohne sie ab. Als die drei Frauen beschließen, eine Pause von ihrer miesen Tour einzulegen und sich in die Lobby eines 5-Sterne-Hotels zu schleichen, wird Grace mit einer reichen Erbin namens Cordelia verwechselt. Bevor sie überhaupt dazu kommt, ihre wahre Identität zu offenbaren, sind die drei bereits in einem Wirrwarr aus Paparazzi, Privatflugzeugen und Romanzen verstrickt.
Emma überredet die beiden, die glückliche Wendung ihrer Reise auszunutzen und der Einladung nach Monte Carlo zu folgen. Da auch Grace diesem Vorschlag nicht abgeneigt ist, fliegen sie entgegen den Bedenken von Meg an die Côte d’Azur. In Monte Carlo lernt Grace den attraktiven Theo Marchand kennen, der sie allerdings für eine arrogante Tussi hält und sie anfangs auch so behandelt. Doch sie kann ihn mit ihrer natürlichen Art mehr und mehr von sich überzeugen und so verlieben sich die beiden ineinander. Meg lernt derweil den Weltenbummler Riley kennen, mit dem sie viel Spaß hat und bei dem sie sich, das erste Mal seit dem Tod ihrer Mutter, geborgen fühlt. Er bietet ihr auch an, mit ihm um die Welt zu reisen, doch sie lehnt vorerst ab. Emma fühlt sich währenddessen sehr geschmeichelt, als ein Prinz sie zum Abendessen ausführt. Um ihn zu beeindrucken, legt sie sich Cordelias wertvolles Collier um, das ihr Meg am späteren Abend mit der Begründung, dass die Halskette nicht Emma gehöre, abnimmt und in Rileys Tasche steckt.
Am nächsten Morgen taucht Cordelia in Monte Carlo auf und entdeckt die Schwindelei. Sie meldet ihr Collier bei der Polizei als gestohlen. Grace, Meg und Emma fahren zum Bahnhof, um Riley aufzuhalten, der abreisen will, ohne zu wissen, dass sich das Collier in seiner Tasche befindet. Sie erwischen ihn nicht mehr, doch wenig später begegnen sie ihm am Hotel. Er hat das wertvolle Stück entdeckt und wollte es den dreien zurückgeben. Währenddessen sind die Vorbereitungen für eine wichtige Auktion, bei der auch das Collier versteigert werden soll, im Gange. Um das Chaos perfekt zu machen, taucht Emmas Freund Owen in Monte Carlo auf, um sich bei ihr zu entschuldigen, da die beiden sich vor Emmas Abreise nach Paris aufgrund von Owens Eifersucht heftig gestritten hatten. Emma versucht die echte Cordelia in ihrem Hotelzimmer gefangen zu halten, damit Grace auf der Auktion das Collier für möglichst viel Geld zu einem guten Zweck verkaufen kann. Cordelia kann entkommen und deckt den Schwindel im Auktionssaal auf. Doch Grace bittet unter Tränen die anwesenden Gäste, trotzdem zu helfen und Alicie, Cordelias Tante, kauft die Halskette für mehrere Millionen, um so den Bau von Schulen zu unterstützen, für den unter anderem auch Theos Vater verantwortlich ist. Theo Marchand, der sich von Grace hintergangen fühlt, verlässt den Saal.
Meg entschließt sich, mit Riley auf Reisen zu gehen und begleitet ihn nach Machu Picchu. Emma zieht mit Owen zusammen. Grace beginnt ein Praktikum und hilft mit, neue Schulen einzurichten. Zur selben Zeit taucht auch Theo Marchand dort auf und die beiden stellen sich erneut vor, wobei Grace dieses Mal ihren richtigen Namen nennt.

## Kritik
„Die visuell einfallslose Verwechslungskomödie beginnt als eskapistische Teenie-Fantasie, landet dann aber umstandslos in der High Society, deren Werte sie anhimmelt. Auch die natürlich agierende Hauptdarstellerin sowie einige hübsche inszenatorische Einfälle machen den Film nicht unterhaltsamer.“

„Regisseur Thomas Bezucha ("Die Familie Stone – Verloben verboten!") nervt mit dieser faden Klamotte von Beginn an. Die Figuren werden schlecht und nahezu abstoßend eingeführt, die Dialoge sind dämlich, die Situation haarsträubend grässlich. Kurz: ein Film, an dem einfach nichts stimmt. Hinzu kommt das schauspielerische Unvermögen der Hauptakteure. Einfach furchtbar!“

## Hintergrund

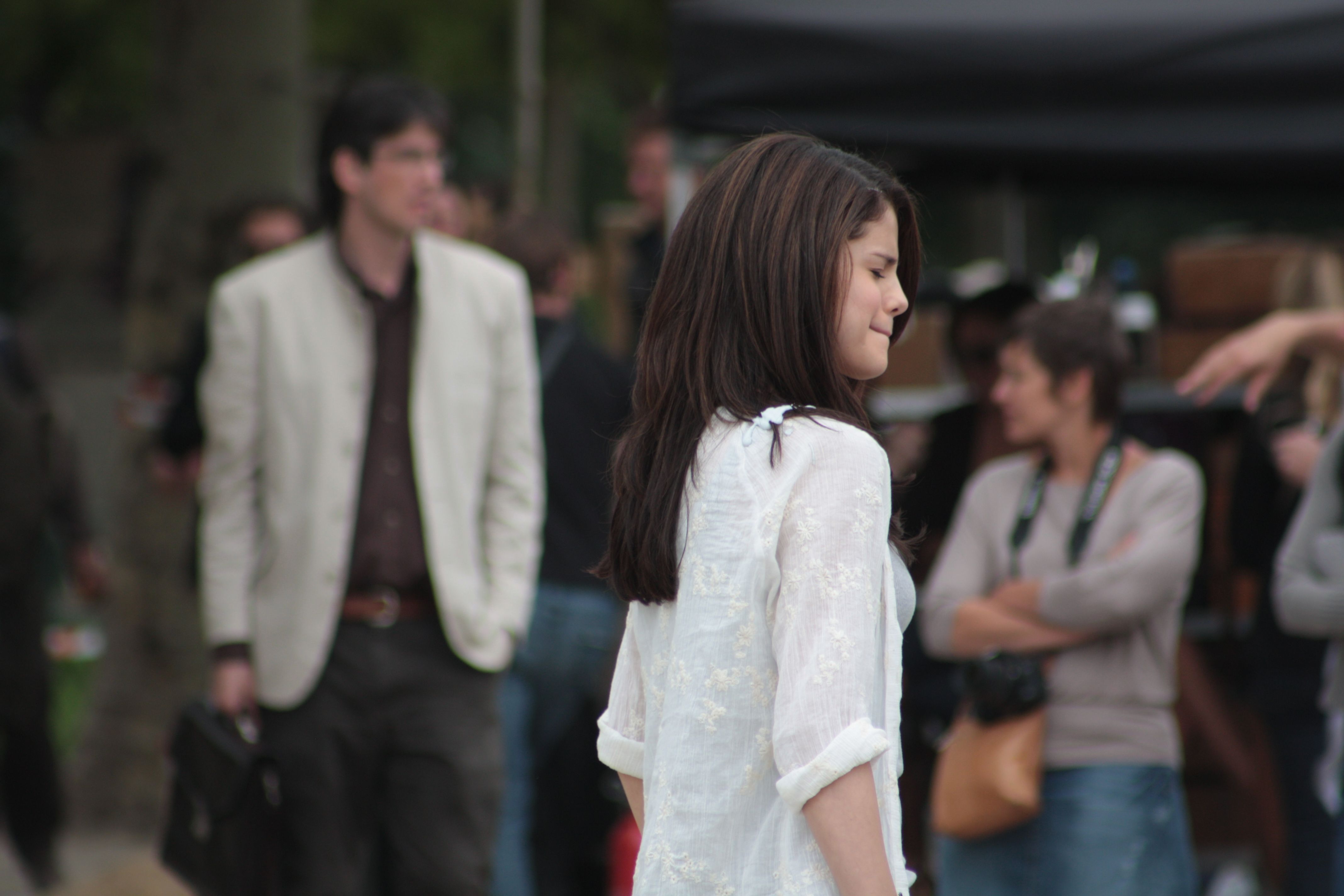
Selena Gomez am Drehort von Monte Carlo in Paris

Der Film wurde von New Regency Productions, Regency Enterprises, Dune Entertainment und Walden Media produziert.
Ursprünglich sollte der Film mit Nicole Kidman und Julia Roberts besetzt werden, allerdings entschieden sich die Produzenten schließlich dafür, eine jüngere Besetzung zu wählen.
Im März 2010 wurde bekanntgegeben, dass Selena Gomez eine der Hauptrollen spielen wird. Für die Rolle investierte Gomez mehrere Wochen, um Polo zu lernen und mit britischem Akzent sprechen zu können. Leighton Meester bekam ihre Rolle ebenfalls im März 2010, Katie Cassidy einen Monat später. Der französische Schauspieler Pierre Boulanger gab mit diesem Film sein US-amerikanisches Filmdebüt.
Der Film wurde in Dallas, Budapest, Paris und in Monaco gedreht. Die Dreharbeiten begannen am 5. Mai 2010 in Budapest und endeten am 7. Juli 2010. In Paris wurde vier Tage und in Monaco zwei Wochen lang gedreht. Das Budget des Films wird auf rund 20 Millionen US-Dollar geschätzt. Der erste Trailer wurde in den USA am 8. April 2011 und in Deutschland am 26. Mai 2011 gezeigt. Am 30. Mai 2011 feierte der Film seine Weltpremiere in Russland und einigen weiteren Ländern. In den USA war der Film ab dem 1. Juli 2011 zu sehen. Am 31. Juli 2011 feierte der Film seine Vorpremiere in Deutschland und am 4. August 2011 lief er in den deutschen Kinos an. Am Eröffnungswochenende spielte der Film in den USA knapp 8,6 Millionen US-Dollar ein, insgesamt beliefen sich seine Einnahmen in den USA auf knapp 23,2 Millionen US-Dollar. Am Startwochenende wurden 83.000 Tickets an den deutschen Kinokassen gelöst und der Film erreichte den siebten Platz der Kinocharts.

## Synchronisation
| Darsteller       | Sprecher             | Rolle                                 |
| ---------------- | -------------------- | ------------------------------------- |
| Selena Gomez     | Gabrielle Pietermann | Grace Bennett/Cordelia Winthrop Scott |
| Katie Cassidy    | Luise Helm           | Emma Perkins                          |
| Leighton Meester | Tanya Kahana         | Mary „Meg“ Kelly                      |
| Cory Monteith    | Nico Sablik          | Owen Andrews                          |
| Catherine Tate   | Christin Marquitan   | Alicia Winthrop Scott                 |
| Andie MacDowell  | Sabine Arnhold       | Pam Bennett-Kelly                     |
| Luke Bracey      | Tim Knauer           | Riley                                 |
| Brett Cullen     | Erich Räuker         | Robert Kelly                          |
| Pierre Boulanger | Konrad Bösherz       | Theo Marchand                         |

## Soundtrack
„Who Says“, gesungen von Selena Gomez & the Scene, ist der Titelsong des Films, für den sie 2011 den Teen Choice Award in der Kategorie Choice Music: Single erhielt.
Am 5. August 2011 wurde der Soundtrack vom Musiklabel Colosseum veröffentlicht, der 40 Musiktitel enthält.

## Auszeichnungen
Selena Gomez wurde 2011 für den ALMA Award als beste Schauspielerin in einer Komödie oder einem Musical nominiert. Im selben Jahr erhielt sie eine Nominierung beim Teen Choice Award in der Kategorie Choice Summer Movie Star: Female, während Cory Monteith in der Kategorie Choice Summer Movie Star: Male nominiert wurde und der Film mit einer Nominierung als Choice Summer Movie versehen wurde. Mit dem Titel „Love You Like A Love Song“ trat Selena Gomez & the Scene bei den Teen Choice Awards 2011 auf, für den sie in der Kategorie Choice Music: Love Song ausgezeichnet wurden.